# Dudão
Dudão (ou Turma do Dudão) é uma revista de histórias em quadrinhos brasileira voltada para o público infantil e evangélico, criado em 1992 pelo pastor Eduardo Samuel da Silva e Jairo Alves da Silva, sendo publicado inicialmente pela Editora Louvor, retornando em 1994 pela Editora Vida, onde além de ter os primeiros números republicados, também teve novos números sendo vendidos até 1997.
No mesmo ano de sua criação, o álbum musical A Turma do Dudão Chegou! (cantado por Aline Barros em seu início de carreira) foi criado baseado na história do Dudão.
Numa pesquisa acadêmica realizada em 2011, o personagem Dudão foi o 6º mais lembrado pelas crianças entre personagens de gibis brasileiros.

## Sinopse
A história por trás dos quadrinhos do Dudão tem como cenário um bairro brasileiro no Rio de Janeiro, com foco em um grupo de crianças. O personagem principal, Dudão, é um menino cristão que sempre ensina aos amigos o que é certo e o que é errado, embora seja frequentemente intimidado por causa do peso. Todos os outros personagens também são ridicularizados devido a uma característica ou outra neles.

## Popularidade na Internet
Em 2020, o quadrinho virou meme da internet após scans serem encontrados na internet, sendo redescoberto após vários anos esquecido, geralmente sendo alvo de piadas através de um grupo de shitposting no Facebook. A maioria das piadas se devia ao estilo de arte (considerado esquisito por muitos, principalmente pelo formato fálico dos olhos) e, principalmente, pelo fato de ser hiperevangélico, com fanatismo religioso e xingamentos constantes a qualquer personagem, principalmente Dudão, tanto por ser evangélico quanto por ser obeso. O que explica o xingamento é que, nos anos 90, pouco se discutia sobre racismo, homofobia e outros preconceitos, e hoje seria considerado "politicamente incorreto", daí a polêmica envolvida.

## Personagens
Dudão
O protagonista do título. Um menino obeso e religioso, ele muitas vezes tenta educar seus amigos e impedi-los de cometer más ações. Na maioria de seus discursos, ele sempre menciona "Deus" e "Jesus".
Binho
O melhor amigo de Dudão. Ele também é religioso como Dudão, costuma fazer birra e chorar e muitas vezes é acalmado por Dudão. Ele mostra uma rivalidade com Zuca, e já foi racista com ele em uma história.
Rebeca
Amiga de Dudão e Binho e também a única menina da turma. Ela também é religiosa, mas costuma ser a mais agressiva e rebelde do trio, geralmente sendo repreendida por Dudão.
Paçoca
Um garotinho travesso que é um dos antagonistas dos quadrinhos. Ele tem cabelos loiros e costuma fazer brincadeiras maliciosas (geralmente com Zuca, Pita e Tato) por diversão que geralmente são reprovadas por Dudão que tenta repreendê-lo. Ele tende a ser o mais arrogante da gangue.
Zuca
Um menino afrodescendente que também é um dos antagonistas dos quadrinhos. Ele vem de uma família um pouco pobre, seu pai é alcoólico, é um pouco agressivo e costuma fazer brincadeiras maliciosas com Paçoca, Pita e Tato, que costumam ser reprovadas por Dudão.
Pita
Um menino nerd que também é um dos antagonistas dos quadrinhos. Ele usa óculos, boné e tem cabelos loiros. Costuma acompanhar Paçoca, Zuca e Tato em brincadeiras maliciosas que Dudão desaprova. Mostra interesse em videogames e estilos futuristas.
Tato
Outro menino que também é um dos antagonistas dos quadrinhos. Ele tende a ser o mais atleta, mas também é um pouco agressivo. Costuma acompanhar Paçoca, Zuca e Tato em brincadeiras maliciosas que Dudão desaprova.
Baldinho
O menino mais novo da turma que é amigo de Dudão. Ele geralmente fala algumas palavras e repete o que os outros dizem.
Lipão
Menino religioso que é amigo de Dudão, Binho, Rebeca e Baldinho. Ele tem poucas aparições nos quadrinhos.
Seu Jesão
Pai de Dudão.
Peludo
Gato de estimação de Dudão.